# بوئینگ سی-۱۰۸ فلاینگ فورترس
بوئینگ سی-۱۰۸ فلاینگ فورترس (به انگلیسی: Boeing C-108 Flying Fortress) یک هواگرد ساختِ کارخانهٔ بوئینگ در کشور ایالات متحده آمریکا است . این هواگرد برای نخستین بار در ۱۹۴۳ میلادی مورد استفاده قرار گرفت.